# Clifton Davis
Clifton Duncan Davis (Chicago, 4 ottobre 1945) è un attore statunitense.
È noto in particolar modo per aver preso parte alle serie TV That's My Mama e Amen. Attivo anche come compositore e paroliere, ha scritto negli anni '70 alcuni brani per i The Jackson 5, tra cui Never Can Say Goodbye e Lookin' Through the Windows.

## Biografia
Davis è nato a Chicago nell'Illinois ed è figlio di Toussaint L'Ouverture Davis e Thelma van Putten Langhorn.

## Carriera
Davis è apparso in diversi film tra cui Together for Days, Lost in the Stars, Ogni maledetta domenica, Venga il tuo regno e Max Keeble alla riscossa e serie tv come That's My Mama, Scott Joplin, Cindy, Amen, Halloweentown High - Libri e magia, Madam Secretary e New Amsterdam. Nel 2025 interpreta Vernon Dupree nella soap opera Beyond the Gates.

## Vita privata
Davis è stato sposato con Ann Taylor dal 1981 al 1991 da cui ha avuto due figli Christian Noel Davis e Holly Danielle Davis. Dal 2000 è sposato con Monica Durant.

## Filmografia parziale

### Cinema
- Together for Days, regia di Michael Schultz (1972)
- Lost in the Stars, regia di Daniel Mann (1974)
- Ogni maledetta domenica (Any Given Sunday), regia di Oliver Stone (1999)
- Venga il tuo regno (Kingdom Come), regia di Doug McHenry (2001)
- Max Keeble alla riscossa (Max Keeble's Big Move), regia di Tim Hill (2001)

### Televisione
- That's My Mama (1974-1975)
- Scott Joplin (1977)
- Cindy (1978)
- Amen – serie TV (1986-1991)
- Halloweentown High - Libri e magia (Halloweentown High), regia di Mark A.Z. Dippé – film TV (2004)
- Madam Secretary (2015-2019)
- New Amsterdam – serie TV, episodio 1x02 (2018)
- Beyond the Gates – soap opera (2025-in corso)